# 稅收正義網絡
税收正义网络是一个倡由研究人员和活动家组成的联盟组成的导组织，税收竞争和避税天堂。TJN报道了经合组织税基侵蚀和利润转移(BEPS)项目并进行了自己的研究。年跨国公司避免的公司税规模估计为6600亿美元，其中相当于世界GDP的0.9%。
在对拥有离岸账户的富人进行研究后，税收正义网络公布了关于在秘密避税天堂的存款价值至少21万亿美元（13万亿英镑），甚至可能达到32万亿美元的索赔。

## 重点
金融保密指数是TJN两年一次的出版物，始于2009年，最后一次发布是在2020年2月。
企业避税港指数是TJN的两年期出版物，于2019年5月首次出版。它涵盖全球64个司法管辖区，并通过结合两个核心衡量指标得出“企业避税天堂指数”值；首先是基于20个主要与税收相关的标准的避风港分数，其次是显示活动规模的全球规模权重。发布被媒体广泛报道。

## 參见
- 离岸金融中心
- 避税天堂
- 文明社会
- ATTAC